# シャルル・ド・ゴール空港第2TGV駅
シャルル・ド・ゴール空港第2TGV駅（シャルル・ド・ゴールくうこうだい2テジェヴェえき、アエロポール・シャルル＝ド＝ゴール・2・TGV駅、フランス語: Gare de l'aéroport Charles-de-Gaulle 2 TGV）はフランス・パリ郊外のイル＝ド＝フランス地域圏セーヌ＝サン＝ドニ県トランブレ＝アン＝フランスシャルル・ド・ゴール国際空港第2ターミナル内にある、フランス国鉄（SNCF）の鉄道駅。
本項では、隣接するCDGVALのターミナル2＝ガール駅（フランス語: Terminal 2 - Gare）についても扱う。

## 概要
当駅はCDGVAL、RER B線（B3支線）が乗り入れ、長距離路線ではLGV東連絡線経由でTGV、ユーロスター、タリスなどが乗り入れるターミナル駅となっている。長距離路線では、リール、ロンドン、ブリュッセル、リヨン、マルセーユ、ボルドー、モンペリエなどを結ぶ。
将来的にCDGエクスプレスも乗り入れ予定。

## 歴史
1987年にフランス政府は空港にTGV駅を建設することを決定した。1989年、ADPとエールフランスは第2ターミナル内にTGV/RER駅を建設する契約を締結した。TGV乗り入れは1994年5月29日、RER乗り入れは同年11月13日に開始。さらに2007年4月4日からCDGVALの運行開始。
駅の開業20周年を記念し、500万ユーロを投じて駅構内レイアウトが再設計され、改造が行われた。

## 駅構造
面積27,500平方メートルのガラスの大屋根に覆われた半地下駅。TGV駅とRER駅は同じガラス屋根の下にあるが別個の駅扱いである。TGV駅は島式ホーム2面4線と通過線2線を有しておりホームがあるのは副本線で、通過線が本線となっている。RER駅はTGV駅の西隣にあり、島式ホーム1面2線を有する。
CDGVALの駅はTGV駅の東隣にあるがガラスの大屋根の中に含まれていない。ホームは島式1面2線を有し、ホームドアを完備している。

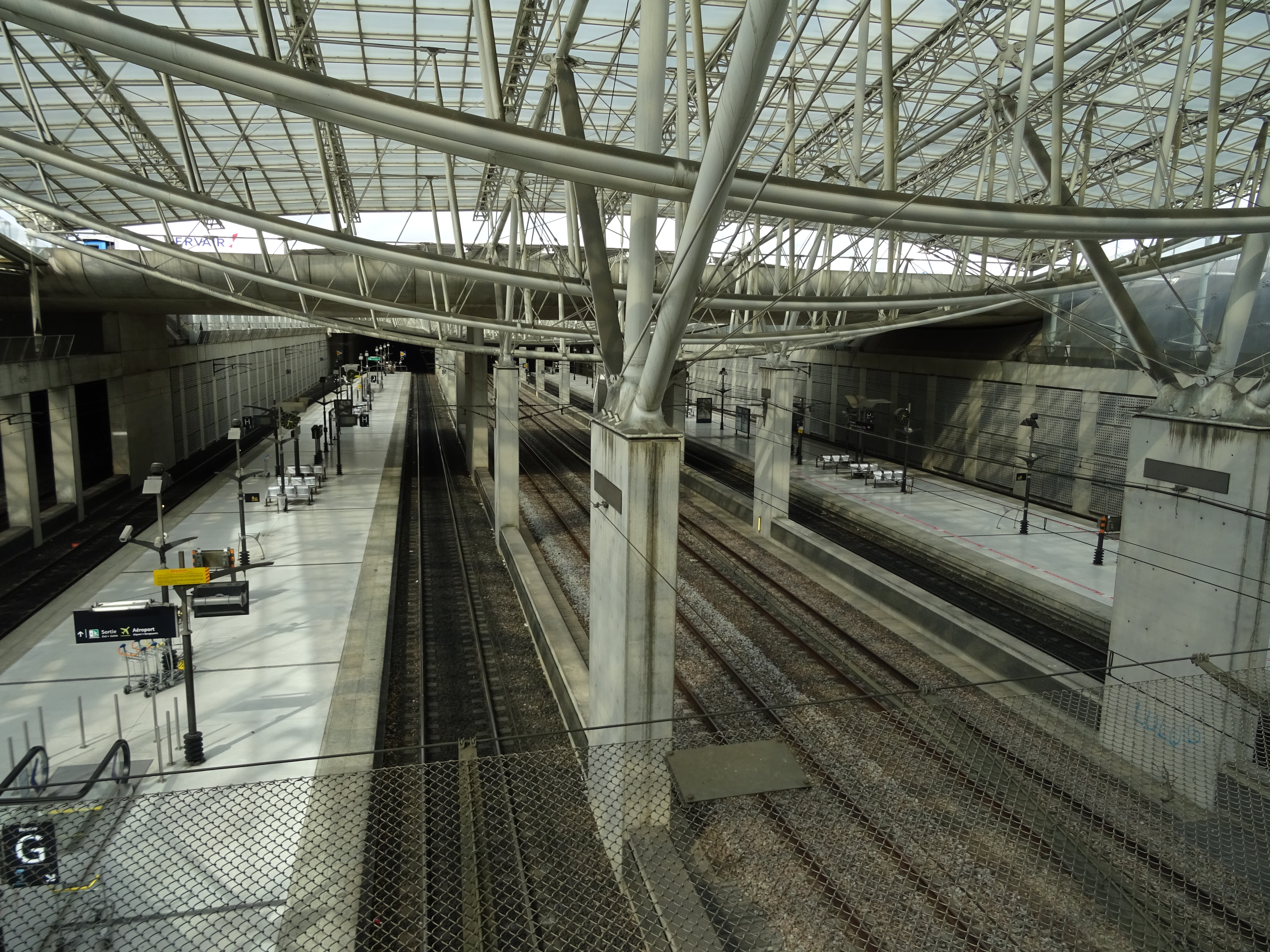
TGVホーム
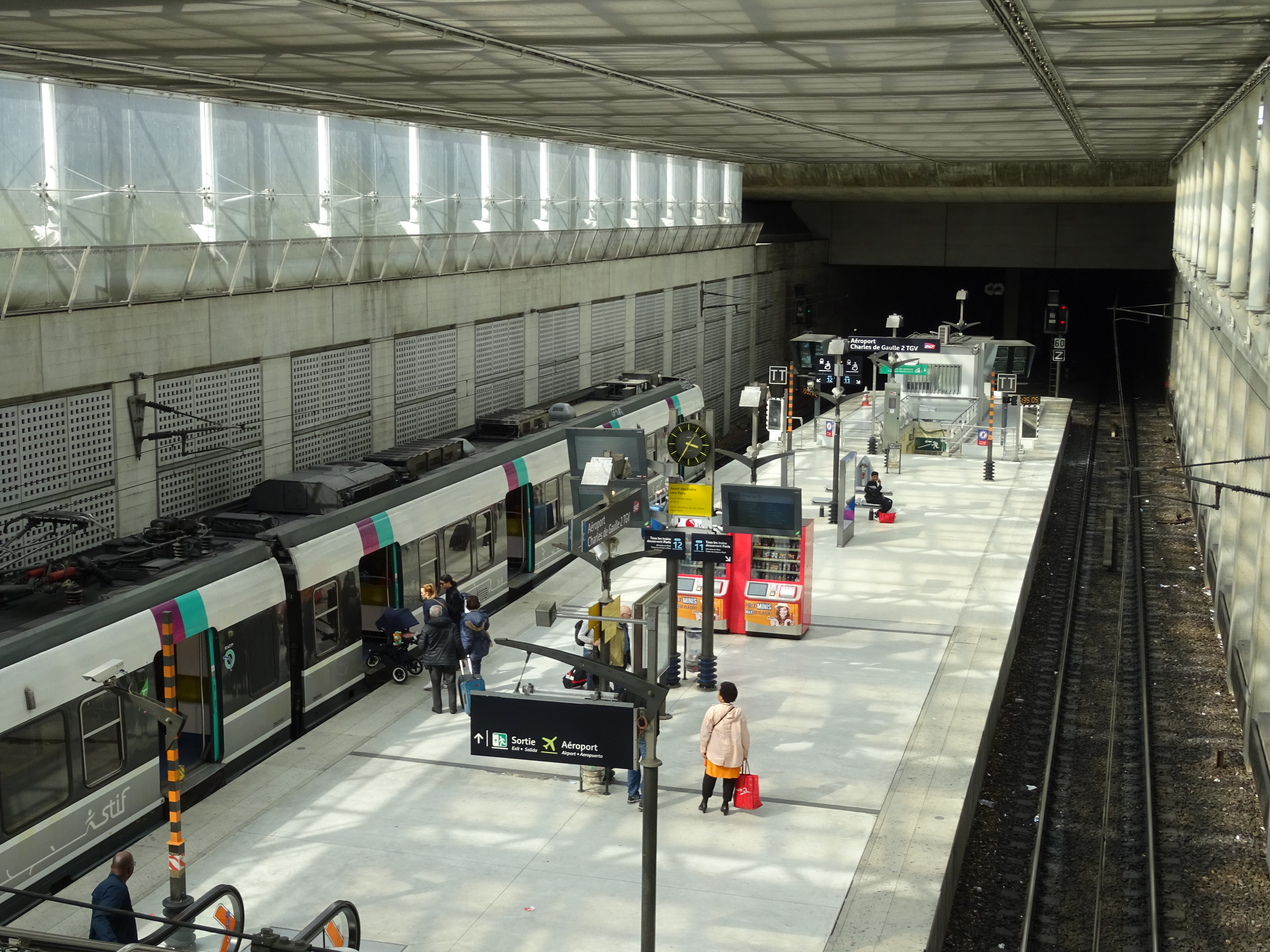
RERホーム
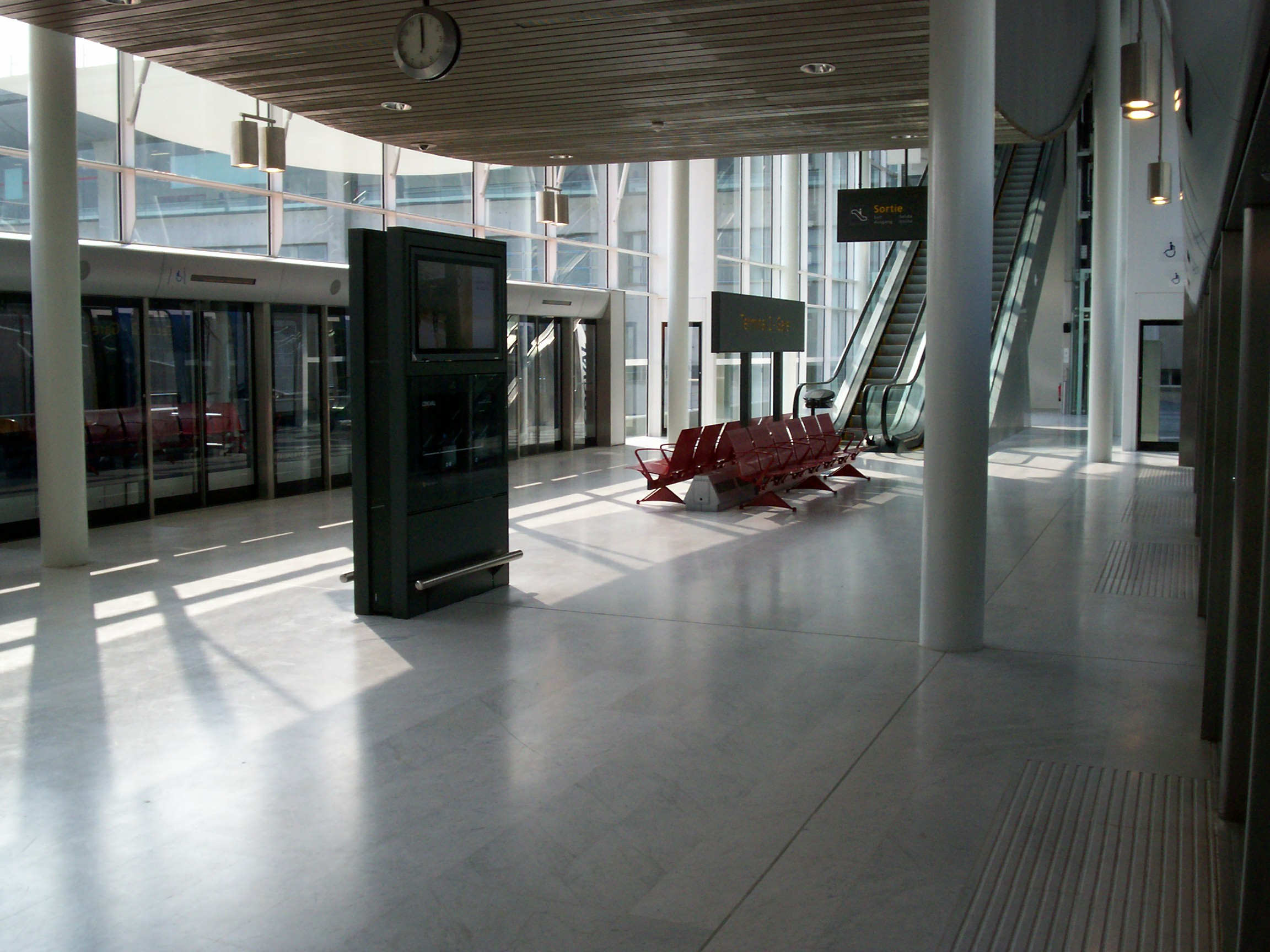
CDGVALホーム

## 利用状況
開業当初は年間250万人の乗客が見込まれていたが、1994と1995年にTGV駅を利用したのはわずか50万人でした。2004年に年間利用客は240万人を達成し、その3分の2がTGVと飛行機の乗り継ぎの利用であった。 2006年には280万人、2007年には300万人、2008年には340万人と年々年間利用客が増加していった。
SNCFの推計によると、2015年から2023年にかけてのTGV駅の年間旅客数は下表の通り。
| 年          | 2015     | 2016     | 2017     | 2018     | 2019     | 2020    | 2021    | 2022     | 2023     |
| ----------- | -------- | -------- | -------- | -------- | -------- | ------- | ------- | -------- | -------- |
| 乗客        | 12976556 | 13534634 | 14649835 | 14907773 | 15227840 | 5001999 | 6281244 | 12949183 | 15394518 |
| 乗客 非乗客 | 13021148 | 13581113 | 14704083 | 14961932 | 15283854 | 5035012 | 6312246 | 12999716 | 15449822 |

## 駅周辺
シャルル・ド・ゴール国際空港第2ターミナルの最寄り。第1ターミナルや第3ターミナルへはCDGVALで移動可能。

## 隣の駅
国際列車
■ユーロスター
ブリュッセル南駅 - シャルル・ド・ゴール空港第2TGV駅 - マルヌ＝ラ＝ヴァレ・シェシー駅
フランス国鉄（SNCF）
TGV inOui
リール・ユーロップ駅/リール＝フランドル駅/TGVオート・ピカルディ駅 - シャルル・ド・ゴール空港第2TGV駅 - マルヌ＝ラ＝ヴァレ・シェシー駅
Ouigo
トゥールコワン駅/リール＝フランドル駅/TGVオート・ピカルディ駅 - シャルル・ド・ゴール空港第2TGV駅 - マルヌ＝ラ＝ヴァレ・シェシー駅
 RER B線
シャルル・ド・ゴール空港第2TGV駅 - シャルル・ド・ゴール空港第1駅
トランスデヴ
■CDGVAL
パーキングPX駅 - ターミナル2＝ガール駅